# Filmstaden Bergakungen
Filmstaden Bergakungen är en biograf på Skånegatan i Göteborg. Den ägs av Filmstaden och öppnades den 18 november 2006.

## Utformning
Invigningen ägde rum i närvaro av drottning Silvia och Mölndals Paradorkester underhöll. Bygget hade projekterats under flera år med olika biografbolag som intressenter och slutligen köptes det av Filmstaden som projekterade, byggde och nu driver komplexet. Biografen har 14 salonger med plats för 2 061 biobesökare. Salong 1 har Sveriges fjärde största duk (efter Filmstaden Scandinavia, Royal i Malmö och Biostaden i Uddevalla) som mäter 18 x 8 meter. Salong 1 är även biografens största salong med 421 platser. Fram tills 2019 var salong 1 och 2 identiska, men i slutet av året invigdes Filmstadens andra IMAX-bio i salong 2 på biografen. Salongen fick då 214 bekväma reclinerfåtöljer med gott om utrymme istället för tidigare 421 platser, en välvd jätteduk som täcker hela väggen, ett 12-kanals ljudsystem samt två laserprojektorer som kan projicera kristallklar 4K-bild. Här visas endast filmer som har spelats in i eller konverterats till IMAX-formatet.
Stora delar av den 10 000 kvadratmeter stora anläggningen ligger insprängd under jord och förutom de 14 salongerna samt en stor butik finns här även en restaurang döpt efter Fellinis scenograf Danilo och ett café/bistro. Dessutom finns en så kallad VIP-salong (salong 14) med bekvämare sittplatser och möjligheter till förtäring.
Anläggningen räknas som en av Nordens modernaste biografer och är även Sveriges mest välbesökta. En stor del av anläggningen är insprängd i berget under Burgårdsparken bredvid Norska sjömanskyrkan, vilket gav upphov till en del protester som försenade bygget.

## Historia
Håkan Cullberg var arkitekten bakom biografen. Från början ansåg Conny Plånborg, dåvarande vice VD för Svensk Filmindustri, att den skulle byggas i Lorensbergsparken, men det projektet lades senare ner av olika orsaker.
År 1989 kom Cullberg och Plånborg igen och ville då bygga en ännu mer spektakulär biograf som skulle ligga djupt nere i marken under Göteborgs konserthus. Folk tyckte att Cullberg och Plånborg var alltför visionära och både Filmstaden och Sandrews var emot dem. En person var däremot entusiastisk, Göteborgs kommunalråd Göran Johansson stöttade dem, och till slut finansierades den 350-450 miljoner kronor dyra biografen. 
Precis innan man skulle spränga bort bergen gick alla planer i stöpet, eftersom kommuntjänstemännen enligt Cullberg fick kalla fötter samt att Plånborg inte lyckades slutfinansiera projektet. Så småningom, efter några projekt, föreslogs att biografen skulle byggas vid Åby Travbana, men istället hamnade biografen i Burgårdsparken, precis bredvid Norska Sjömanskyrkan. Det första spadtaget i bygget togs i augusti 2004. Biografen blev en omedelbar succé och är den biograf som, näst efter Filmstaden Sergel i Stockholm, har flest besökare per år, långt över en miljon.
Ursprungligen fanns det planer på att utrusta en salong med en 70 mm IMAX-projektor och tillhörande jätteduk men det skulle ej gå ihop ekonomiskt, kostnaderna skulle bli för höga enligt SF Bio. 18 november 2019 öppnade dock till slut Filmstadens andra IMAX-bio i salong 2 på biografen, med Star Wars: The Rise of Skywalker som första film.

## Bilder

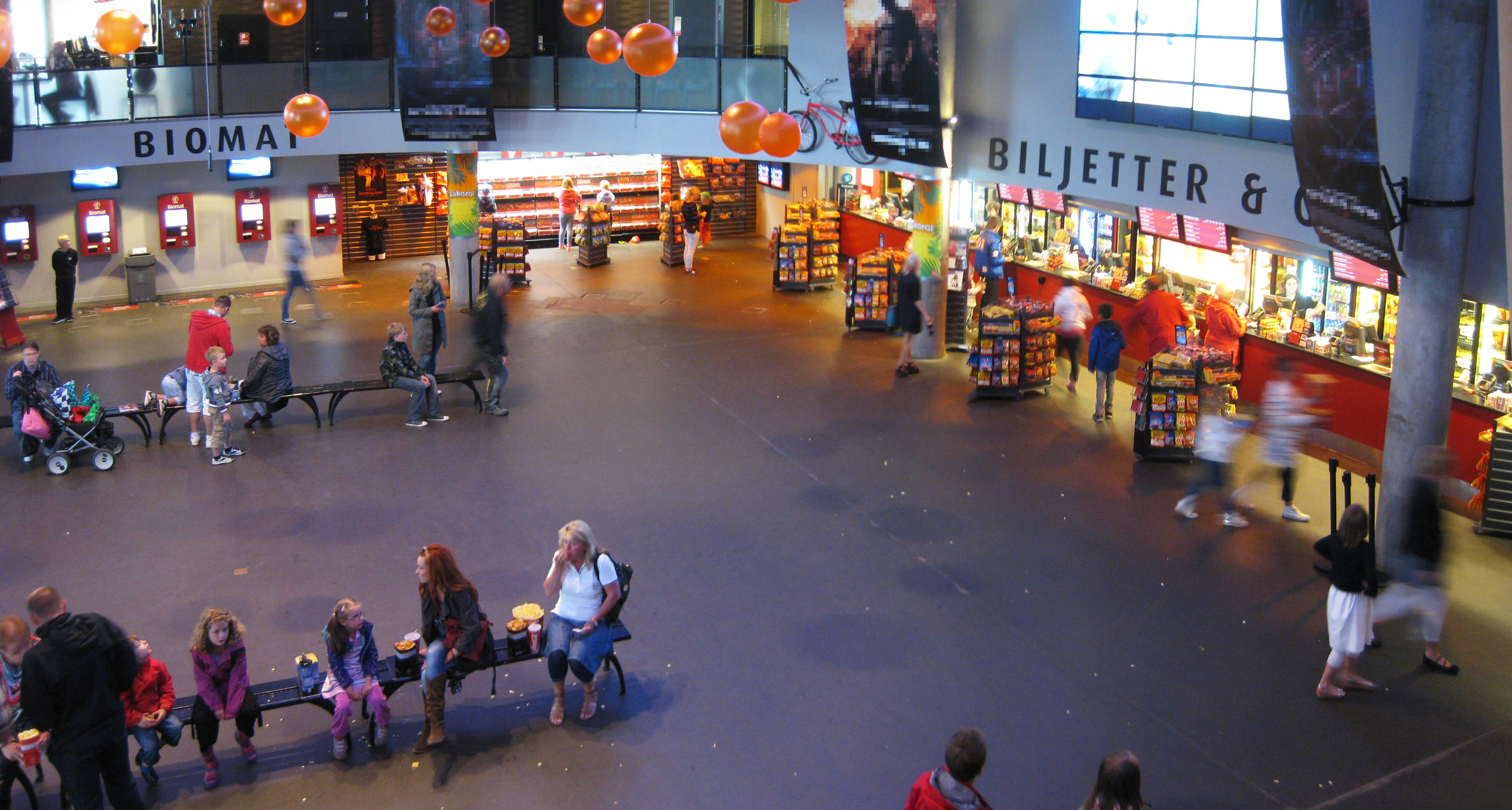
Foajén före ombyggnaden, 2012.
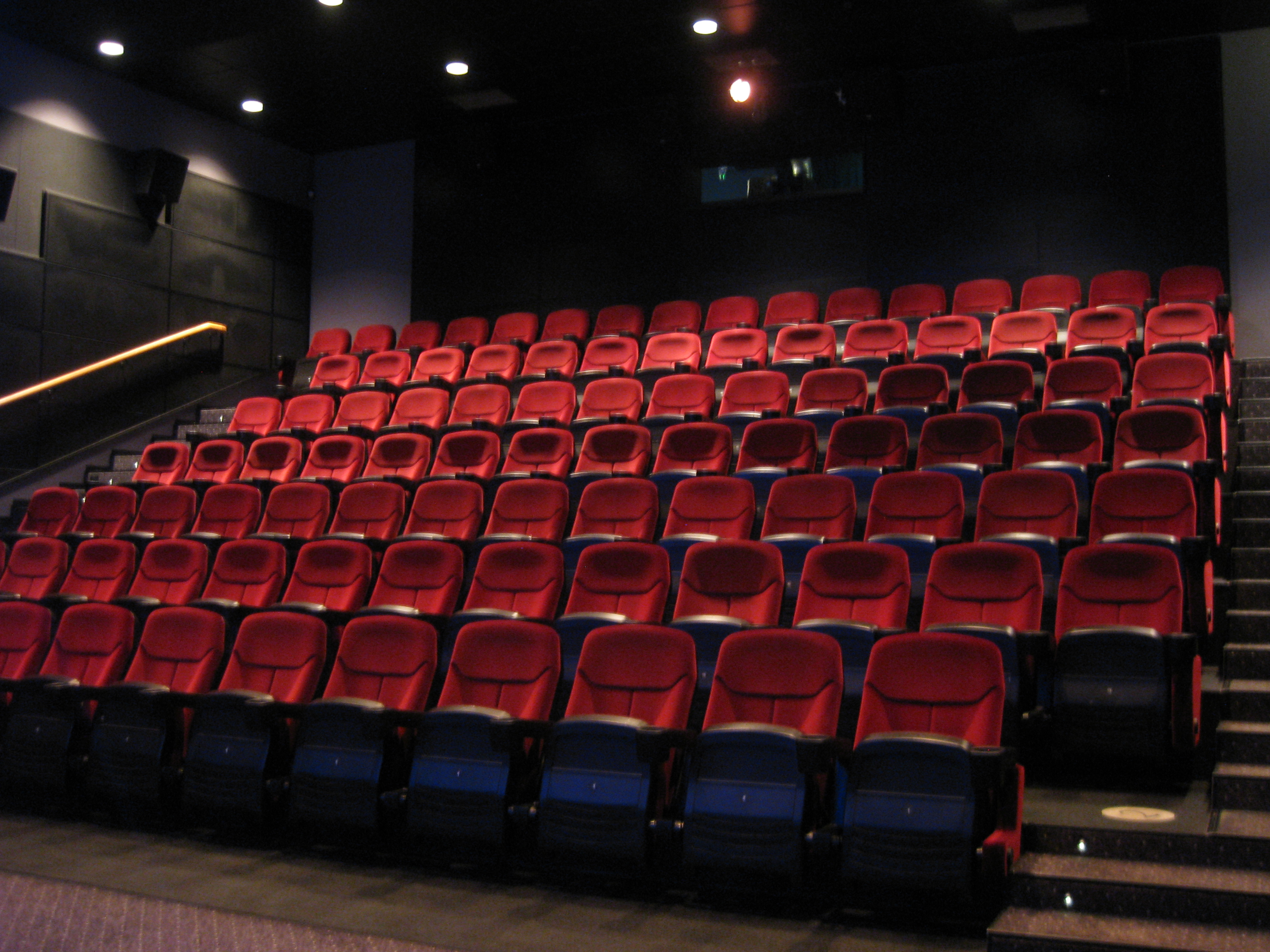
Salong 13 på Filmstaden Bergakungen.
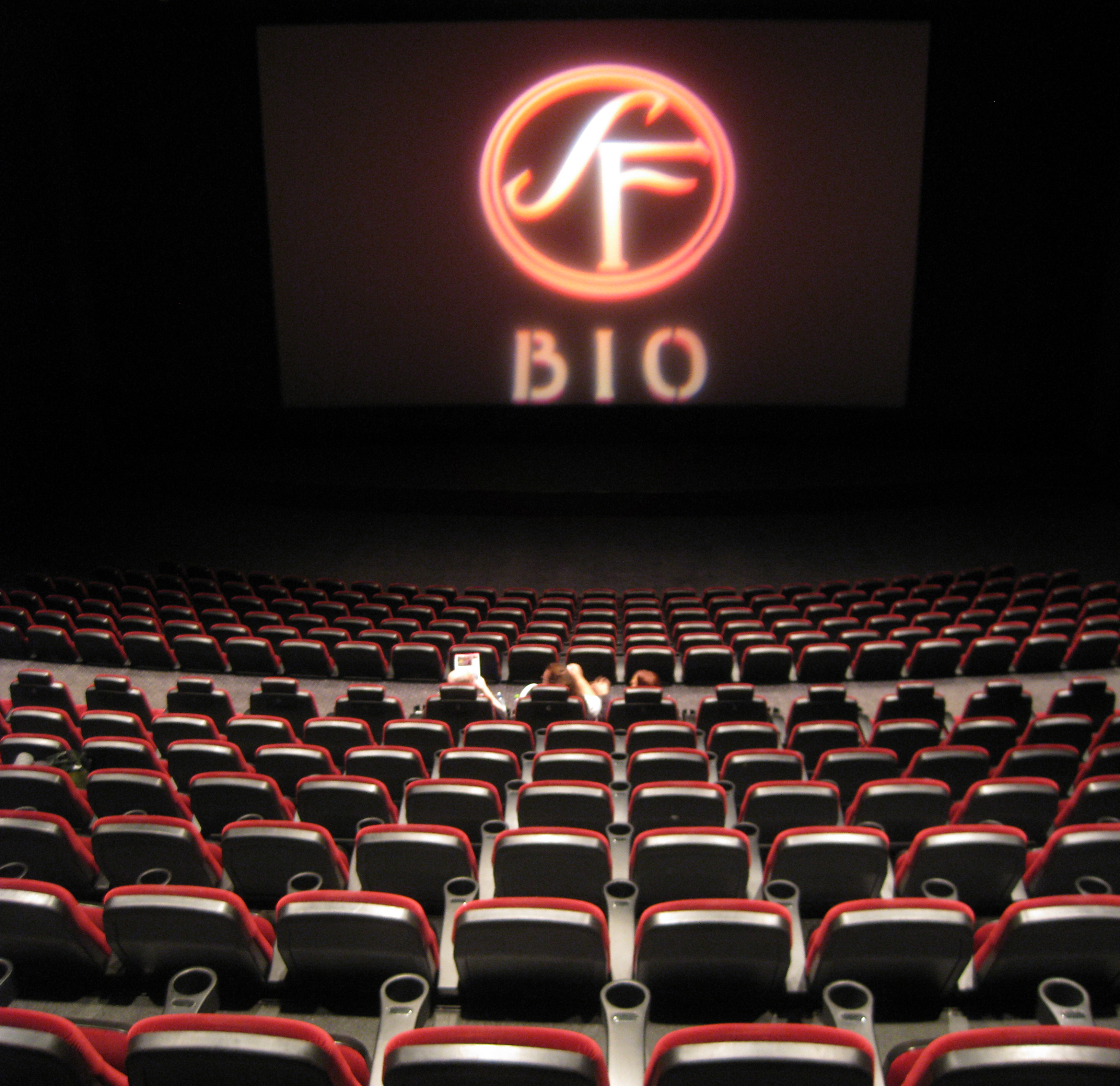
Salong 1.
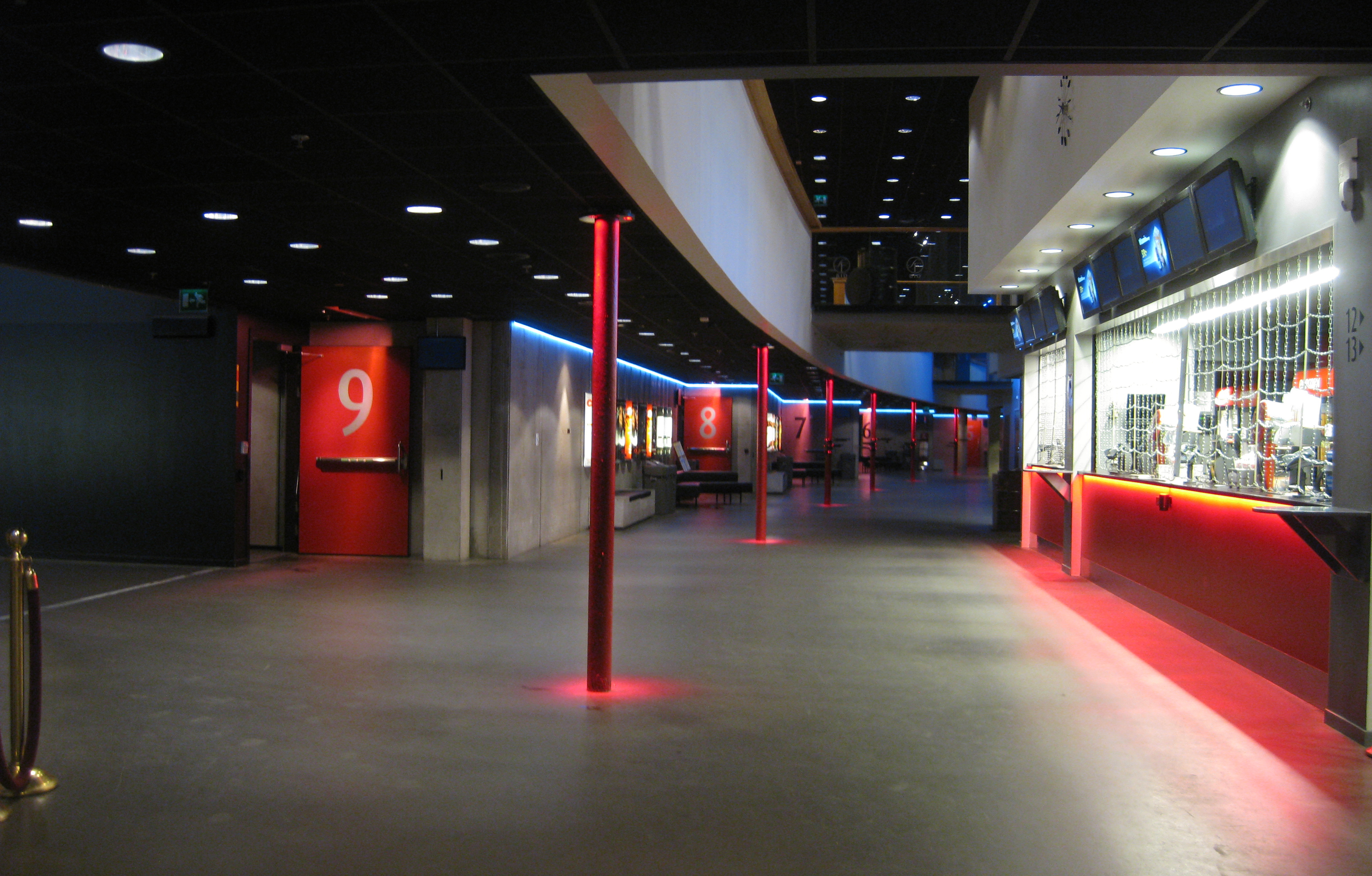
Inre foajén, foajén efter att du har visat din biljett.